# Aki (nome)
Aki  è un nome proprio di persona giapponese femminile.

## Origine e diffusione
Il nome può avere diverse origini, tutte dalla lingua giapponese:
- Da 晶, "brillare", "luccicare"[1]
- Da 明, "luminoso", "brillante"[1]
- Da 秋, "autunno"[1]
- Da 亜希, combinazione di 亜 (a), "secondo" o "Asia", e 希 (ki), "speranza"[1]

Aki è anche un diminutivo del nome maschile d'origine ebraica Joakim, senza rapporto con il nome giapponese.

## Persone
- Aki Hoshino, attrice, modella e gravure idol giapponese
- Aki Kuroda, musicista giapponese
- Aki Maeda, attrice e cantante giapponese
- Aki Toyosaki, doppiatrice e cantante giapponese

## Il nome nelle arti
- Aki Hinata è un personaggio della serie manga e anime Keroro.
- Aki Ross è la protagonista del film del 2001 Final Fantasy.